# Sibel Kekilli
Sibel Kekilli, född 16 juni 1980 i Heilbronn, är en tysk skådespelare.
Kekilli har vunnit två Deutscher Filmpreis i kategorin Bästa kvinnliga huvudroll, 2004 för sin roll i Fatih Akıns Mot väggen och 2010 för Die Fremde.
Mellan 2010 och 2014 spelade Kekilli rollen som Tyrion Lannisters älskarinna Shae i Game of Thrones.
I början av 2000-talet agerade hon i några pornografiska filmer, under pseudonymerna Kim och Dilara.